# Kultik Ajka

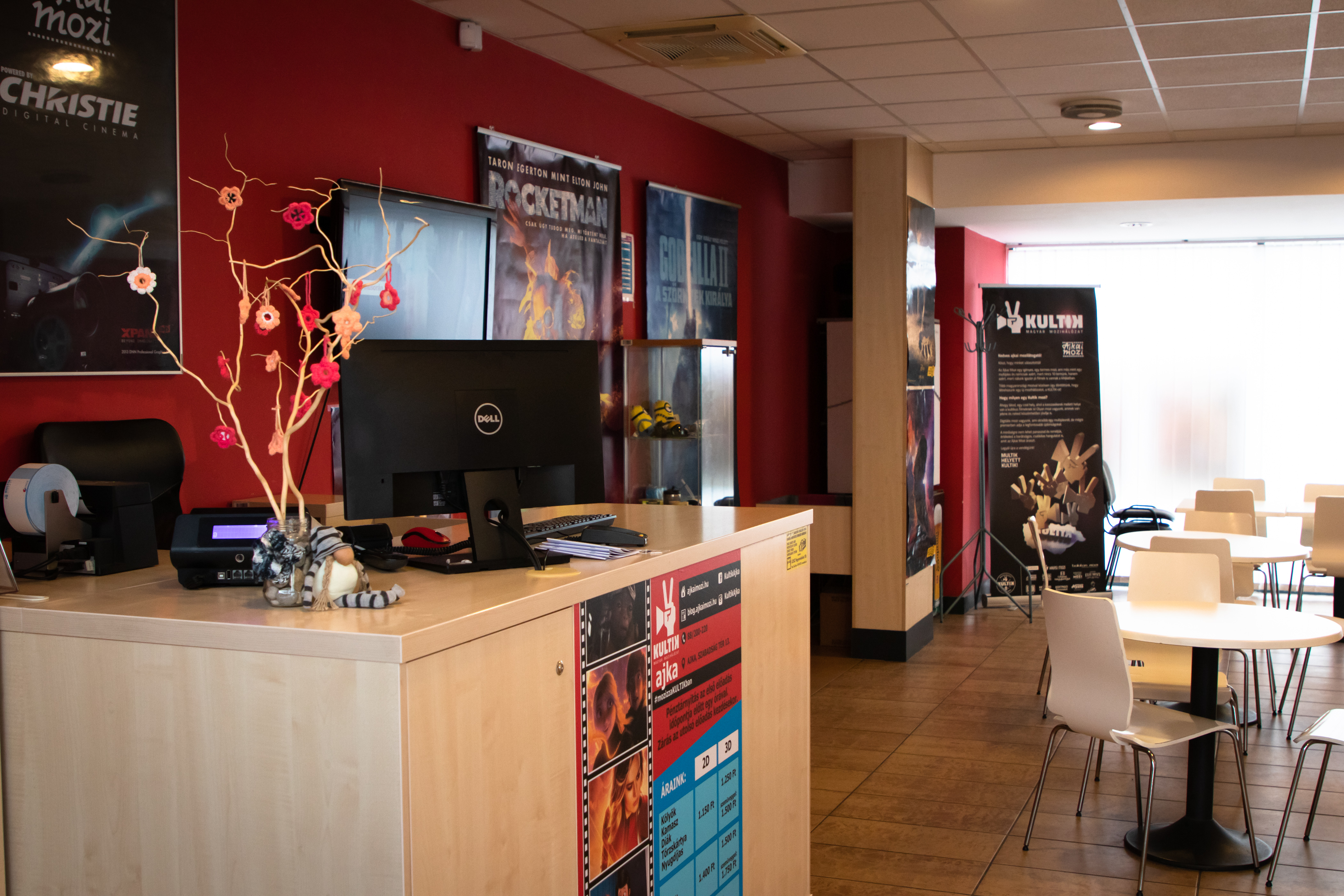
Az ajkai mozi jegypénztára 2019-ben

A mozinak az ajkai Nagy László Városi Könyvtár és Szabadidő Központ ad otthont, a két intézmény együtt még több látogatót vonz.

## Az ajkai mozik története
A mozik országos szinten és itt is nagy tömegeket vonzottak, de a rendszerváltás után megcsappant az érdeklődés. A moziüzemi vállalatok megszűnése után a városban egy ideig fennmaradtak a vetítések. 
| Évszám               | Esemény |
| -------------------- | --- |
| 1914. január         | Megnyílt az első mozi Ajkán, a a vasútállomással szembeni Somogyi vendéglő mellett. |
| 1933. augusztus 13.  | Megnyílt a mozi Csingervölgyben, a bánya fenntartásában. |
| 1944. szeptember 22. | Megnyílt a tósokberéndi mozi. |
| 1945.                | Csékúton is mozi nyílt. |
| 1948.                | Államosították a már meglévő ajkai mozikat. |
| 1953.                | Ajkarendeken megnyílt a 16 mm-es vetítőgéppel rendelkező filmszínház. |
| 1969. március 18.    | Átadták a Városi Művelődési Házat, ahová a mozi is költözött. Ekkor Kossuth Filmszínház néven működött. A vasútállomással szemben lévő mozi, amit a köznyelv csak "Bolhásnak" nevezett, megszűnt. |
| 1970-es évek         | Kertmozi a Kaszinó udvarán. |

A 2000-es évek elején bezárt a Kossuth Filmszínház, mivel a Nagy László Városi Könyvtár és Szabadidő Központ épületének felújítása részeként egy 64 fő befogadására alkalmas mozi- és konferenciateremmel gazdagodott az épület.

## Kultik Mozi
2013. május végén új üzemeltetője lett a mozinak a Classic-Film Kft. személyében, amely a soproni Elit Mozit is üzemelteti. Az Ajkai Mozi megnyitása igazi mérföldkő volt a Kultik mozihálózat történetében. A családi vállalkozásként üzemeltetett soproni Elit Mozi mintájára újult meg, és innentől már hálózatként működtek együtt. 
A Kultik Ajka Mozi minden évben jótékonysági filmvetítéseket is tart a karácsonyi időszakban. Az évente egyszeri alkalommal a hátrányos helyzetű gyermekeket és szüleiket várják a filmszínházba.
2018 áprilisában új vetítőgépet kapott a filmszínház, júniusban pedig az eddigi 64 férőhelyet 79-re bővítették.